# Morbid Visions
Morbid Visions (с англ. — «Нездоровые видения») — дебютный студийный альбом бразильской метал-группы Sepultura, выпущенный 10 ноября 1986 года на лейбле Cogumelo Records, в США на лейбле New Renaissance Records, который принадлежал Энн Болейн.
После нескольких месяцев игры Sepultura подписала контракт с Cogumelo Records. Их первой записью стал мини-альбом Bestial Devastation (с англ. — «Зверское опустошение»), который был выпущен в 1985 году в виде сплит-альбома вместе с записью Século XX группы Overdose. В то время как у более поздних альбомов более политическая лирика, Morbid Visions вместе с EP Bestial Devastation примечательны сатанисткой лирикой. Композиции вроде «Bestial Devastation» и «Necromancer» определили направление раннего творчества коллектива. Альбом был полон интересных гитарных риффов, которые впоследствии стали важнейшей отличительной чертой музыки Sepultura. Лирика раскрывала мрачные темы, хотя участники группы ещё недостаточно хорошо владели английским языком.
Альбом, наряду с мини-альбомом Bestial Devastation, был перезаписан Максом и Игором Кавалера под именем Cavalera Conspiracy в 2023 году.

## Лирика
По словам группы, большая часть лирики была позаимствована у Venom и Celtic Frost, так как группа не могла писать на английском языке на такую тематику. Даже в 1987 году Макс Кавалера всё ещё переводил свою лирику слово в слово, о чём свидетельствуется в демо «The Past Reborns The Storms».

## Стиль
Morbid Visions вместе с EP Bestial Devastation рассматриваются современными критиками как основополагающие в становлении дэт-метала. Но вопреки всему гитарист Гуэдэс покидает Sepultura, чтобы попробовать себя в других метал-группах. На замену ему в группу приглашён Андреас Киссер, талантливый гитарист из Сан-Паулу. Sepultura перемещается в Сан-Паулу для продолжения карьеры.
Музыка в альбоме в стиле — блэк-метал и качество звучания довольно плохое. Кавалера признает, что группа пренебрегла настройкой гитар во время записи. Тем не менее, альбом был хорошо оценен и сделал группу влиятельной благодаря песням «Morbid Visions» и «Troops of Doom».

## Приём критиков
| Оценки критиков | Оценки критиков |
| Источник        | Оценка          |
| --------------- | --------------- |
| AllMusic        | [ 2 ]           |
| Г. Старостин    | 2/5             |

Металион написал в фэнзине Slayer, что Bestial Devastation уже была «по-настоящему жестоким продуктом», и с тех пор музыка стала быстрее и тяжелее. На сайте PyroMusic.net писали, что было бы «легко сорвать» ранние работы Sepultura из-за производственной части и часто глупых текстов песен, среди прочего. Однако то, что группа всё ещё находилась в стадии разработки, можно было игнорировать из-за их заметного энтузиазма. Мартин Лога из Powermetal.de подчеркнул, что эта музыка не для «фанатов весёлого металл-дерьма» и по общему признанию может доставить удовольствие только тем, «кто ценит такие альбомы, как In the Sign of Evil группы Sodom или Endless Pain группы Kreator».

## Список композиций
Слова и музыка всех песен — Макс Кавалера, Игор Кавалера, Джейро Гуэдес, и Пауло младший.
| №  | Название               | Длительность |
| -- | ---------------------- | ------------ |
| 1. | «Morbid Visions»       | 3:23         |
| 2. | «Mayhem»               | 3:15         |
| 3. | «Troops of Doom»       | 3:21         |
| 4. | «War»                  | 5:32         |
| 5. | «Crucifixion»          | 5:02         |
| 6. | «Show Me the Wrath»    | 3:52         |
| 7. | «Funeral Rites»        | 4:23         |
| 8. | «Empire of the Damned» | 4:24         |

Переиздание 1991 года
| №   | Название              | Длительность |
| --- | --------------------- | ------------ |
| 9.  | «The Curse»           | 0:39         |
| 10. | «Bestial Devastation» | 3:08         |
| 11. | «Antichrist»          | 3:47         |
| 12. | «Necromancer»         | 3:53         |
| 13. | «Warriors of Death»   | 4:10         |

Ремастеринг 1997 года
| №   | Название                     | Длительность |
| --- | ---------------------------- | ------------ |
| 14. | «Necromancer (demo version)» | 4:00         |
| 15. | «Anticop (live)»             | 3:02         |

## В записи участвовали
- Игор Кавалера — ударные
- Джейро Гуэдес — ведущая гитара
- Макс Кавалера — вокал / гитара
- Пауло младший — бас-гитара
- Записано и смикшировано за 7 дней в августе 1986 года, Estudio Vice Versa, Белу-Оризонти, Бразилия
- Спродюсировано группой Sepultura
- Инжиниринг, микширование и мастеринг: Эдуардо Сантос и Зе Зуиз
- Ремастеринг: Roadrunner Records, Михаэдь Сарсфилд, Франкфорд/Уэйн, Нью-Йорк, США